# 沙南
沙南（法語：Chaneins，法語發音：[ʃanɛ̃]）是法国东部安省的一个市镇，属于布雷斯地区布尔格区。

## 地理
沙南（46°5'48"N, 4°51'7"E）面积12.63 平方千米，位于法国奥弗涅-罗讷-阿尔卑斯大区安省，该省份为法国东部省份，北起汝拉省，西北接索恩-卢瓦尔省，西接罗讷省和里昂大都会，南至伊泽尔省，东与萨瓦省、上萨瓦省和瑞士接壤。
与沙南接壤的市镇（或旧市镇、城区）包括：巴南、弗朗什兰、蒙索、索恩河畔佩济约、穆瓦尼昂河畔圣特里维耶、瓦兰。

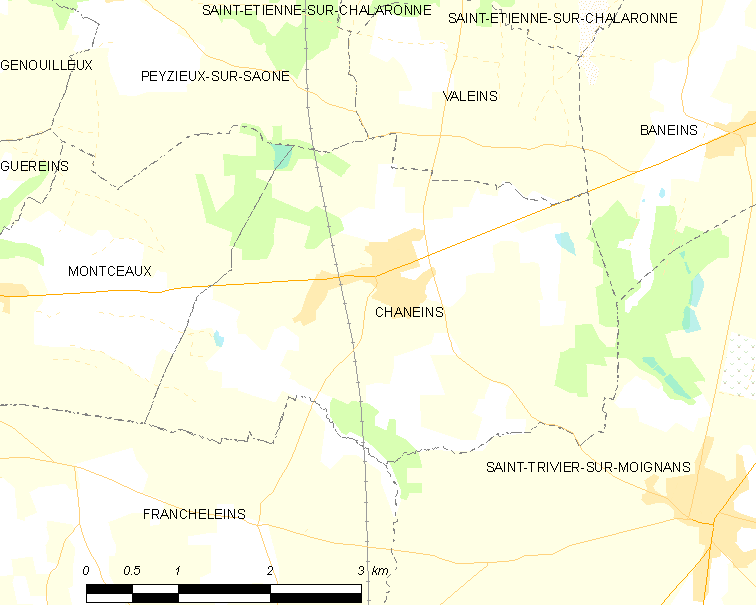
沙南的OSM定位图

沙南的时区为UTC+01:00、UTC+02:00（夏令时）。

## 行政
沙南的邮政编码为01990，INSEE市镇编码为01083。

## 政治
沙南所属的省级选区为维拉尔莱栋布县。

## 人口

1962-2008年间沙南人口变化图示

沙南于2022年1月1日时的人口数量为1041人。